# Тонга на Светском првенству у атлетици на отвореном 2011.
Тонга је учествовала на 13. Светском првенству у атлетици на отвореном 2011. одржаном у Тегуу од 27. августа до 4. септембра. Репрезентацију Тонге представљала су 2 такмичара (1 мушкарац и 1 жена) који су се у трци на 100 метара. , 
На овом првенству Тонга није освојила ниједну медаљу нити је постигнут неки рекорд.

## Учесници по дисциплинама
| Дисциплина | Мушкарци | Жене | Укупно |
| ---------- | -------- | ---- | ------ |
| 100 м      | 1        | 1    | 2      |
| Укупно (2) | 1        | 1    | 2      |

## Резултати

### Мушкарци
| Атлетичар      | Дисциплина | Лични рекорд | Предтакмичење | Предтакмичење | Квалификације        | Квалификације        | Полуфинале           | Полуфинале           | Финале               | Финале       | Детаљи |
| Атлетичар      | Дисциплина | Лични рекорд | Резултат      | Место         | Резултат             | Место                | Резултат             | Место                | Резултат             | Место        | Детаљи |
| -------------- | ---------- | ------------ | ------------- | ------------- | -------------------- | -------------------- | -------------------- | -------------------- | -------------------- | ------------ | ------ |
| Џосеп Анди Луи | 100 м      | 10,82        | 11,48         | 5. у гр. 3    | Није се квалификовао | Није се квалификовао | Није се квалификовао | Није се квалификовао | Није се квалификовао | 62 / 71 (75) |        |

### Жене
| Атлетичарка     | Дисциплина | Лични рекорд | Предтакмичење | Предтакмичење | Квалификације         | Квалификације         | Полуфинале            | Полуфинале            | Финале                | Финале       | Детаљи |
| Атлетичарка     | Дисциплина | Лични рекорд | Резултат      | Место         | Резултат              | Место                 | Резултат              | Место                 | Резултат              | Место        | Детаљи |
| --------------- | ---------- | ------------ | ------------- | ------------- | --------------------- | --------------------- | --------------------- | --------------------- | --------------------- | ------------ | ------ |
| Белинда Талакаи | 100 м      | 13,18        | 13,73         | 7. у гр. 5    | Није се квалификовала | Није се квалификовала | Није се квалификовала | Није се квалификовала | Није се квалификовала | 68 / 71 (73) |        |